# 首都各界庆祝中华人民共和国成立60周年大会
首都各界庆祝中华人民共和国成立60周年大会，通称中华人民共和国成立60周年庆典、中华人民共和国国庆60周年首都阅兵，是在2009年10月1日中华人民共和国成立60周年之际，于北京天安门广场举行的大型阅兵仪式及群众游行，与晚间举行的联欢晚会均属中华人民共和国成立60周年系列庆典活动之一。时任中共中央政治局委员、北京市委书记刘淇主持大会。时任中共中央总书记、国家主席、中央军委主席胡锦涛检阅部队并发表讲话。
国庆60周年阅兵是中华人民共和国建国以来的第14次大型阅兵，此前在1949年的开国大典至1959年的建国10周年，先后举行了11次大型阅兵仪式，1984年建国35周年和1999年建国50周年也分别举行了2次大型阅兵仪式。中共中央总书记、中共中央军委主席胡锦涛在天安门广场上检阅了部队，参加国庆60周年阅兵的部队有中国人民解放军陆军、海军、空军、第二炮兵部队，中国人民武装警察部队和少量的民兵、预备役部队。该次阅兵仪式集中展示了一批新式的武器装备，空军新式装备有歼-10和歼-11战斗机等，陆军新式装备有99式主战坦克和ZBD-09型轮式步兵战车等，二炮部队新式装备有长剑-10陆基巡航导弹等，参阅步兵则身着07式军服。而参加庆典的受阅官兵和游行群众超过20万人。

## 前期准备

### 信息发布

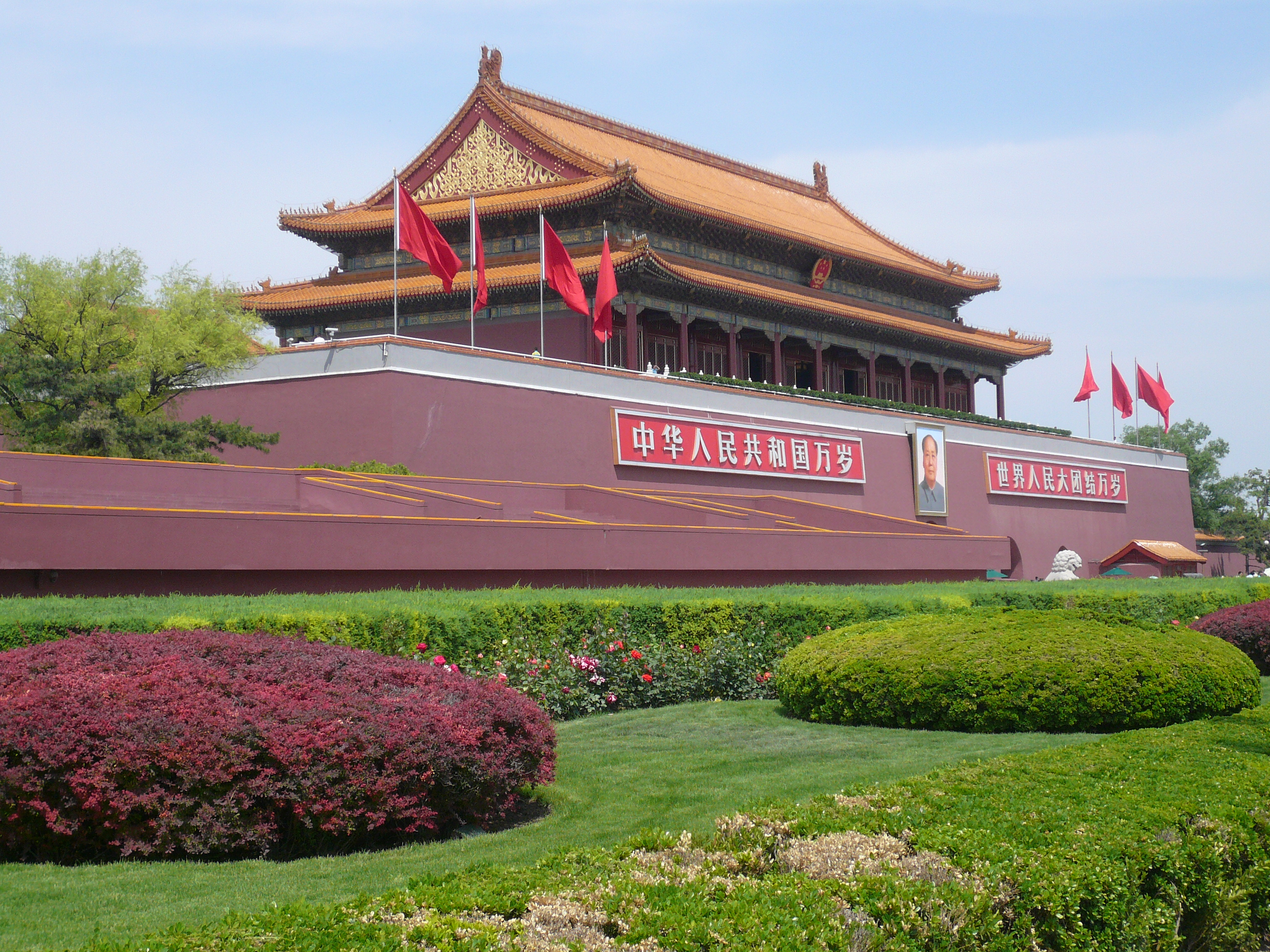
中华人民共和国历次大型阅兵仪式的举办地天安门广场

2009年1月20日，在《2008年中国的国防》白皮书新闻发布会上总参作战部战略规训局副局长蔡怀烈表示，中华人民共和国成立60周年之际将举行国庆阅兵。

### 工作准备
庆典开始之前，举办地天安门广场进行了大规模的布置。天安门城楼进行了修葺，并更换了城楼上大型红灯笼和毛泽东巨幅画像。天安门广场以及长安街上共计200多座华灯也进行了维修、清洗，天安门城楼前增设了临时观礼台。广场两侧摆放了56根印有中华各民族服饰的民族团结柱，人民英雄纪念碑前如往年国庆一样摆放了孙中山的画像，并且在两侧安放了大型發光二極管显示屏。人民英雄纪念碑至国旗杆沿线、金水桥上铺设了红地毯。官方表示表示本次典礼将“厉行节约”。
预演有三次，均在九月，原定四次或者五次，后因担心扰民等原因，设为三次。预演在晚上进行，在长安街实行戒严，并为参演人员注射抗甲流疫苗。最后一次预演在九月十八号进行。
整個閱兵分為五個步驟組織實施，分别为機動進入、現場準備、閱兵式、分列式、疏散回撤五個步驟。當中閱兵式和分列式將公開转播，這兩個部分總時間約66分鐘。

## 流程
2009年10月1日上午9時58分，在迎賓樂曲聲中，胡锦涛、江泽民、吴邦国、温家宝、贾庆林、李长春、习近平、李克强、贺国强、周永康等现任和前任党和国家领导人登上天安門城樓主席台。中共中央总书记胡锦涛身着黑色中山装，其余领导人多身着黑色西装套装，系红色领带。上午10時整，中共中央政治局委員、中共北京市委書記劉淇宣佈首都各界慶祝中華人民共和國成立60周年大會開始後，广场上出现巨幅「國慶」字樣，56門禮炮鳴放60響，寓意56個民族共同慶祝國家成立60周年；每組28門禮炮同時鳴放一響，寓意中国共产党由1921年成立到1949年走過的28年。伴隨禮炮聲響，武警國旗護衛隊從人民英雄纪念碑出發，沿中轴線走向国旗桿，正步走169步，寓意從1840年第一次鴉片戰爭到2009年走過的169年，歷時4分20秒。1300多人組成的中國人民解放軍聯合軍樂團高奏《中華人民共和國國歌》，五星紅旗冉冉升到旗桿頂端，歷時47秒。112名56個民族青少年代表向國旗行注目禮，全场齐声合唱。
当日的升旗手为24岁的高红甫，河南滑县人，是历届国旗班班长中任职时间最长的，同时也是自1983年国旗护卫队组建以来担负升旗时间最长、次数最多的旗手。

### 检阅式
中共中央总书记、国家主席、中央军委主席胡锦涛着中山装乘坐车牌号码为京V 02009的红旗HQE（第5代红旗）閱兵車出天安門，听取閱兵總指揮、北京軍區司令員房峰辉中将匯報後，军乐队奏响中国人民解放军军歌，胡錦濤开始依次檢閱各方隊。每当方队标兵发出“敬礼”信号后，胡锦涛向方队致意“同志们好”、“同志们辛苦了”，各个方队则应答“首长好”、“为人民服务”，各个方队检阅完毕之后，阅兵车返回天安门城楼。胡锦涛在天安门城楼上发表讲话。

### 分列式

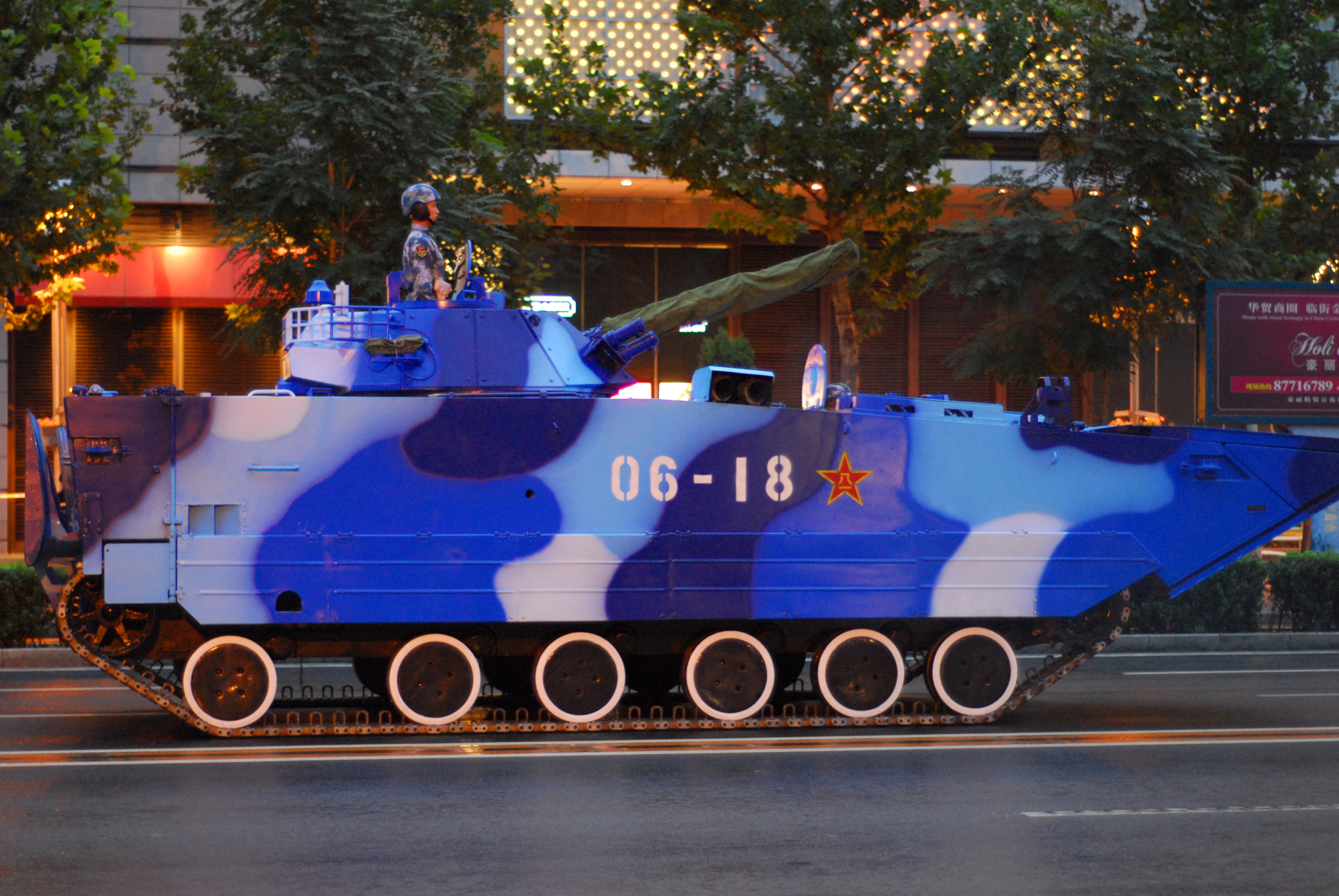
ZBD-05式两栖步战车方陣的參演車

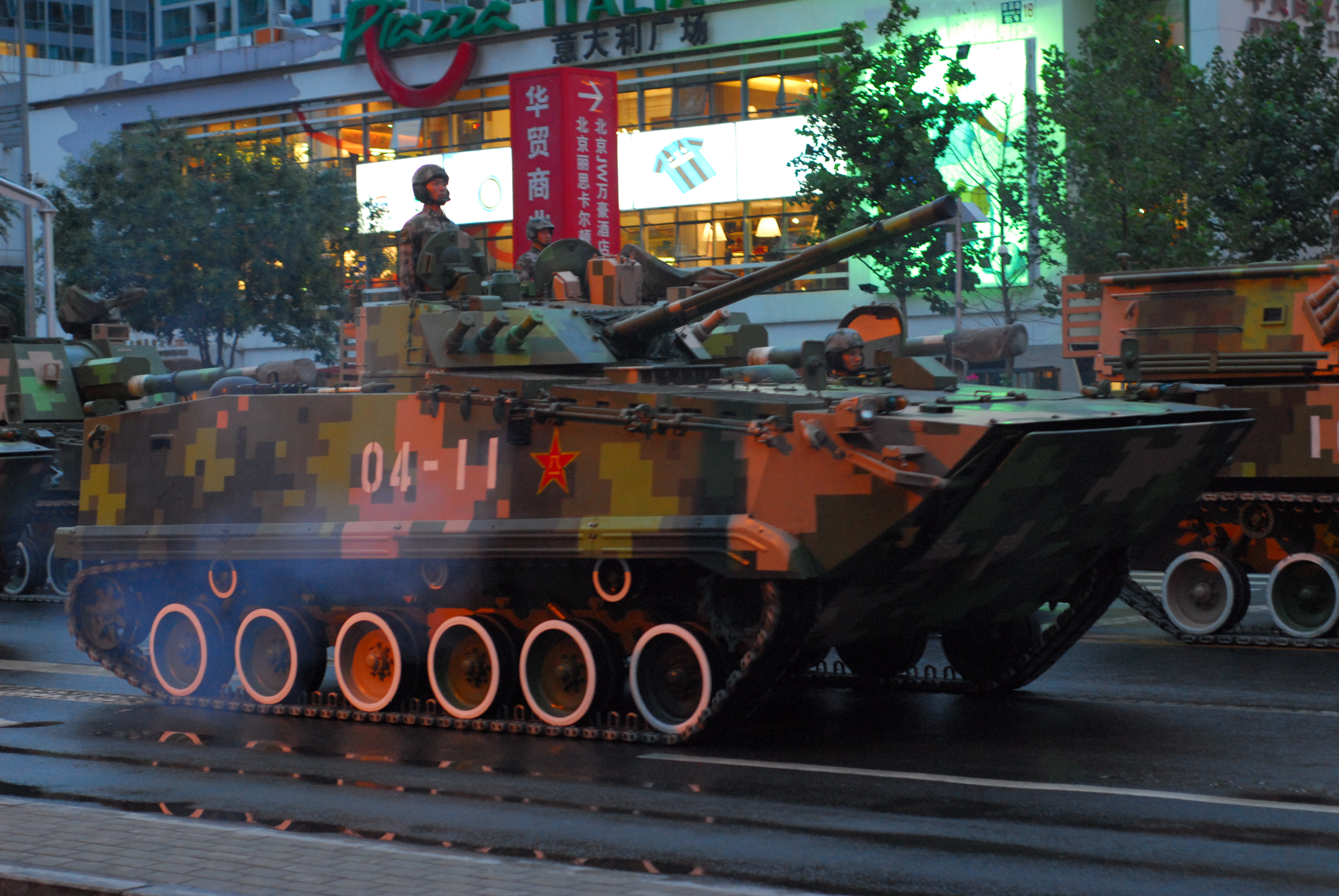
ZBD-04步兵战车方陣的參演車

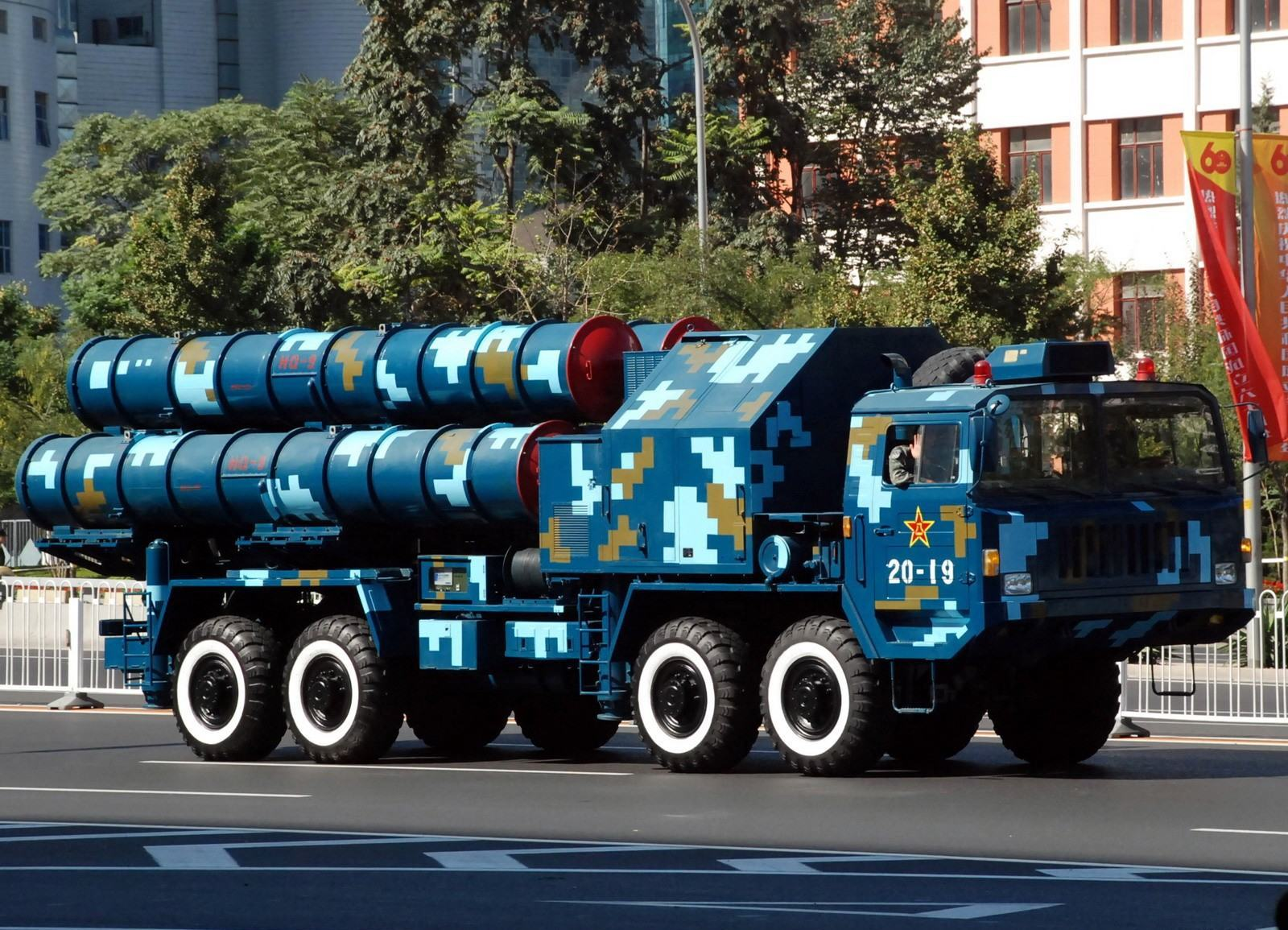
紅旗九飛彈方陣的參演車

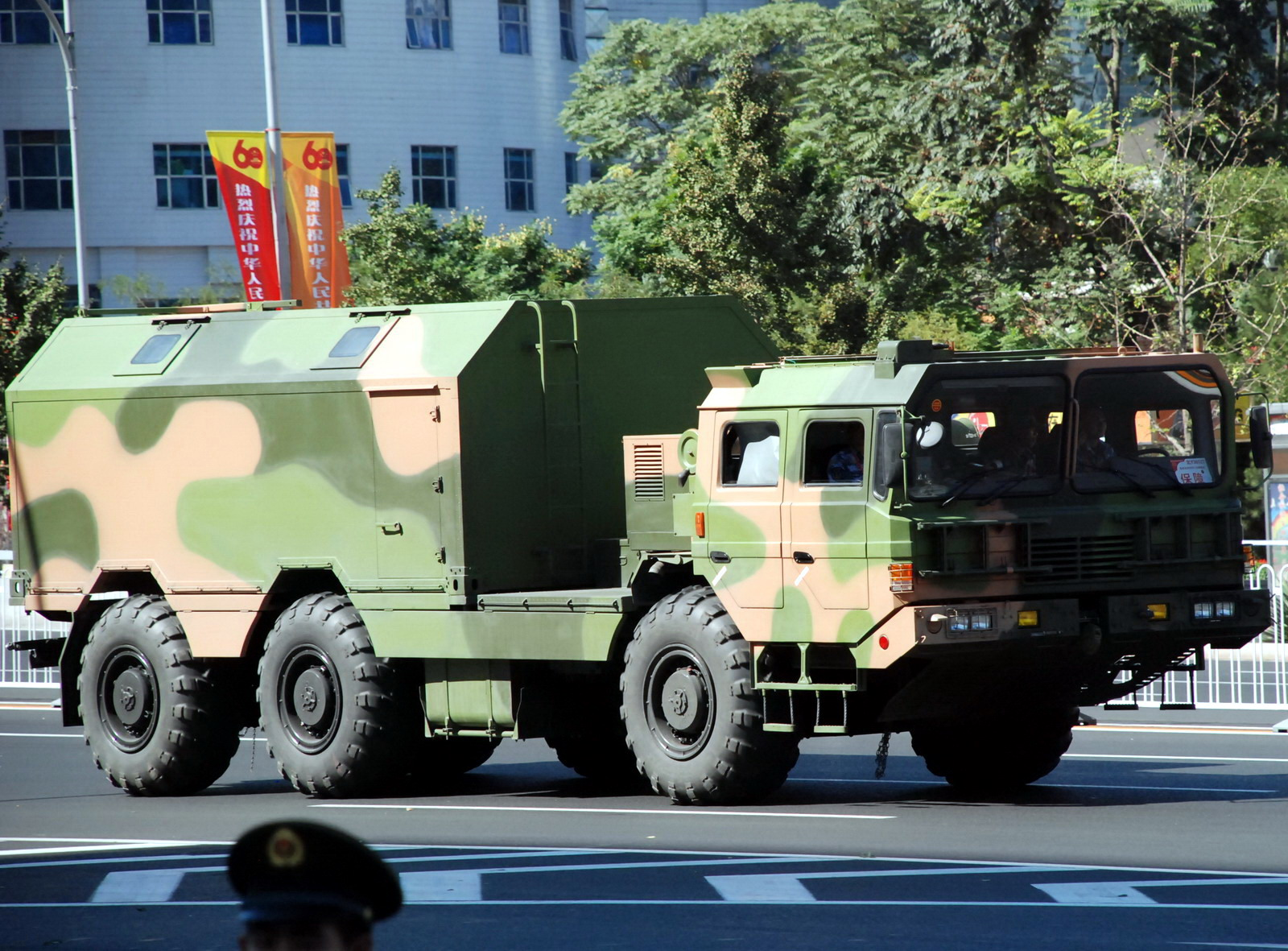
万山特种车辆系列的軍卡參演車

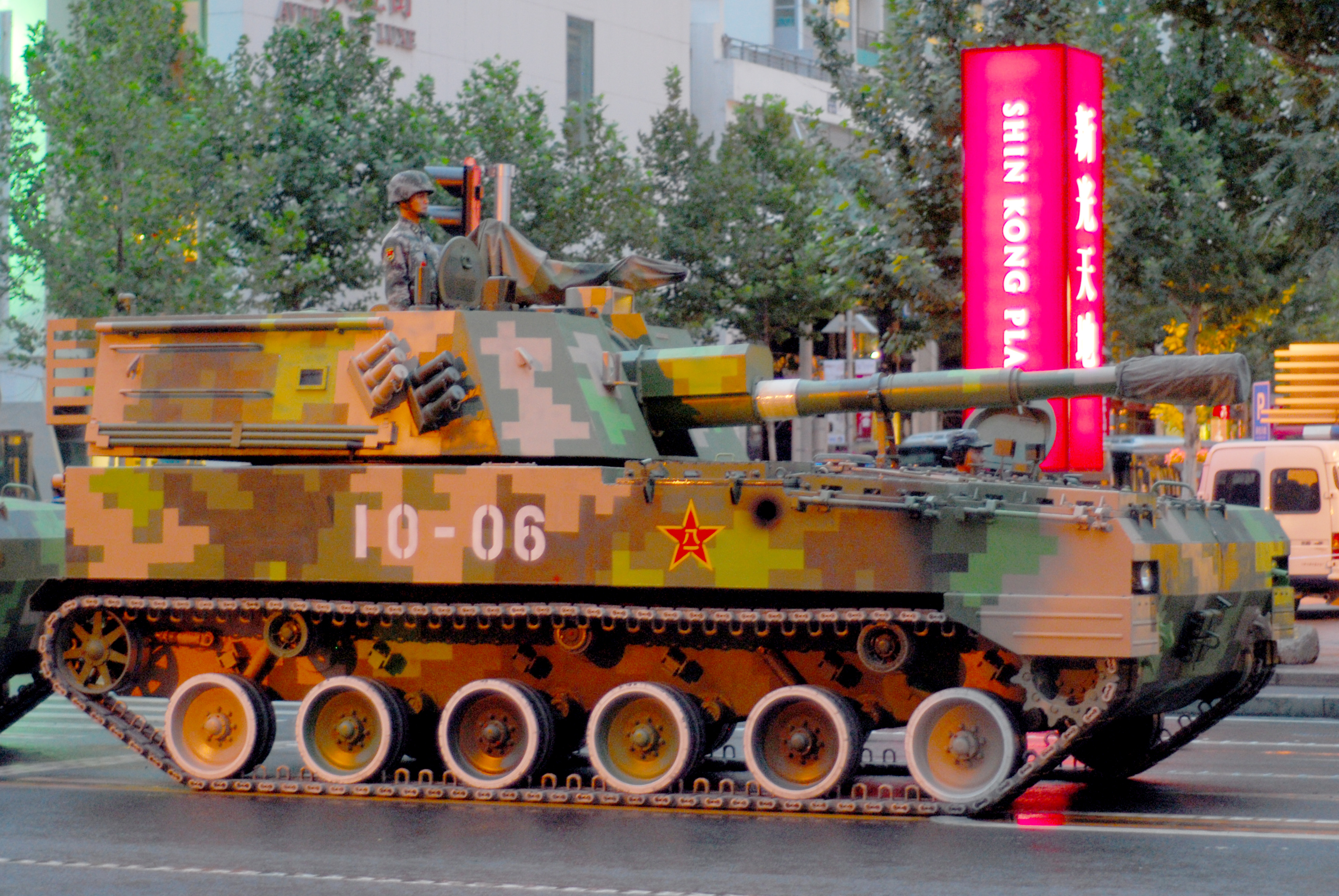
PLZ-07自行榴弹炮方陣的參演車

胡錦濤讲话結束后，邱金凯宣布分列式开始，受閱軍隊56個方隊以此通過长安街，接受检閱，包括14個徒步方隊、30個裝備方隊及12個空中梯隊。各个徒步方队皆由两名标兵带领，一部分装备方队由两辆勇士军用车带领。受阅军队进入天安门城楼前东西华表之间96米的检阅区后，向城楼敬礼，徒步方队则改为正步行进。
本次閱兵將展示56個方隊，代表56個民族團結一心。56個閱兵方隊包括徒步方隊14個、裝備方隊30個和空中梯隊12個，與1999年閱兵相比，總體規模有所減少，減少了陸軍方隊，增加了海軍、空軍、第二炮兵等軍兵種，增加了高技術和特種兵方隊，體現人民解放軍由「人力密集型」向「科技密集型」轉變的趨勢。而大部分參閱的裝備是首次展示的新式裝備或新型號，包括預警機、新型戰車、新型雷達、無人機和衛星通訊設備等，装备绝大部分為中國製造。

#### 徒步方队
按通过检阅台先后顺序排列：
1. 中国人民解放军陆海空三军仪仗队，一名掌旗员（朱振华）执中国人民解放军军旗通过天安门前，另外两名护旗兵（海军护旗兵张洪杰和空军护旗兵马常利）护卫，全体官兵执95式自动步枪，着07式仪仗队礼宾服。
2. 陆军学员方队，由石家庄机械化步兵学院组成，徒手，着07式陆军常服。
3. 陆军步兵方队，由第65集团军第193摩步师（“红一师”）为主体组成，执95式自动步枪，着07式通用数码迷彩作训服。
4. 陆军特种兵方队，执05式微声冲锋枪，着07式荒漠数码迷彩作训服。
5. 海军学员方队，由大连舰艇学院组成，徒手，着07式海军白色常服。
6. 海军水兵方队，由海军潜艇学院组成，执95B式自动步枪，着07式水兵服。
7. 海军陆战队方队，由海军陆战队第164旅组成，执95式自动步枪，着07式海洋数码迷彩作训服。
8. 空军飞行学员方队，由空军航空大学组成，徒手，着02式夏季飞行服。
9. 空军空降兵方队，由空降兵第15军组成，执03式自动步枪，着07式空降兵数码迷彩作训服。
10. 第二炮兵学员方队，由第二炮兵工程学院、第二炮兵指挥学院、第二炮兵青州士官学校组成，执95式自动步枪，着07式丛林数码迷彩作训服。
11. 三军女兵方队，由第四军医大学、北京军区、海军、空军和二炮部队中的女兵组成，徒手，分别着各军种07式常服。
12. 武警方队，由武警北京总队组成，执97式防暴枪，着07式武警礼宾服。
13. 预备役方队，由北京预备役高炮师为主体组成，执带刺刀的81式自动步枪，是徒步方队中唯一通过天安门广场时有劈枪动作的方队，着07式通用数码迷彩作训服。
14. 女民兵方队，由北京市朝阳区的在编女民兵组成，执85式冲锋枪，阅兵专用服，非制式装备。两名领队原是车模和奥运礼仪小姐并且表示之后仍然可能从事模特工作。[9][10]

#### 装备方队
1. ZTZ-99主战坦克，由第38集团军第112机步师第334团（“平江起义团”、“红十团”）组成。
2. ZTZ-96A主战坦克，由第47集团军组成。
3. ZTD-05兩棲突擊車，由第1集团军两栖机械化第1师第1团为主体组成。
4. ZBD-04履带式步战车，由“红一团”487团所在的第42集团军163师组成。
5. ZBL-09 8×8轮式步战车，由第54集团军组成。
6. ZBD-05两栖步兵战车，由海军陆战队第1旅组成。
7. ZBD-03伞兵战车，由空降兵第15军第45师第134团8连（“上甘岭特功八连”）组成。
8. WJ03B警用装甲车（武警），由武警北京总队特战大队（“雪豹突击队”）组成。
9. PLZ-05 155毫米自行加榴炮，含营指挥车。
10. PLZ-07 122毫米自行榴弹炮，由第38集团军第113机步师第338团（“红军团”）组成。
11. PLL-05 120毫米轮式自行迫榴炮，由第54集团军第127机步师第379团（“叶挺独立团”）组成。
12. PTL-02 100毫米轮式突击炮。
13. PHL-03自行火箭炮。
14. AFT-9反坦克导弹发射车。
15. PGZ-04A 25毫米弹炮合一自行防空系统，含连指挥车。
16. 红旗-7B防空导弹。
17. 红旗-16海基型防空导弹、红旗-9海基型防空导弹，卡车搭载（海军）。
18. 鹰击-83反舰导弹 ，卡车搭载（海军）。
19. 鹰击-62陆基反舰导弹（海军）。
20. 红旗-9防空导弹（空军）。
21. 红旗-12防空导弹，含照射制导雷达（空军）。
22. 电子对抗、机动雷达分队，混编（空军）。
23. 通信保障分队，混编。
24. 无人侦察机分队，混编。
25. 后勤分队，混编（医疗、饮食、供水、油料、舟桥）。
26. 东风-15乙型短程弹道导弹（第二炮兵）。
27. 东风-11甲型短程弹道导弹（第二炮兵）。
28. 长剑-10陆基巡航导弹（第二炮兵）。
29. 东风-21丙型中程弹道导弹（第二炮兵）。
30. 东风-31甲型洲际弹道导弹（第二炮兵）。

#### 空中梯队
参加阅兵的151架飞机共分列为12个空中梯队，来自陆海空三军航空兵部队。检阅前在华北的七个机场集结，后在规定时间起飞并由东向西低空飞行经过天安门广场接受检阅。

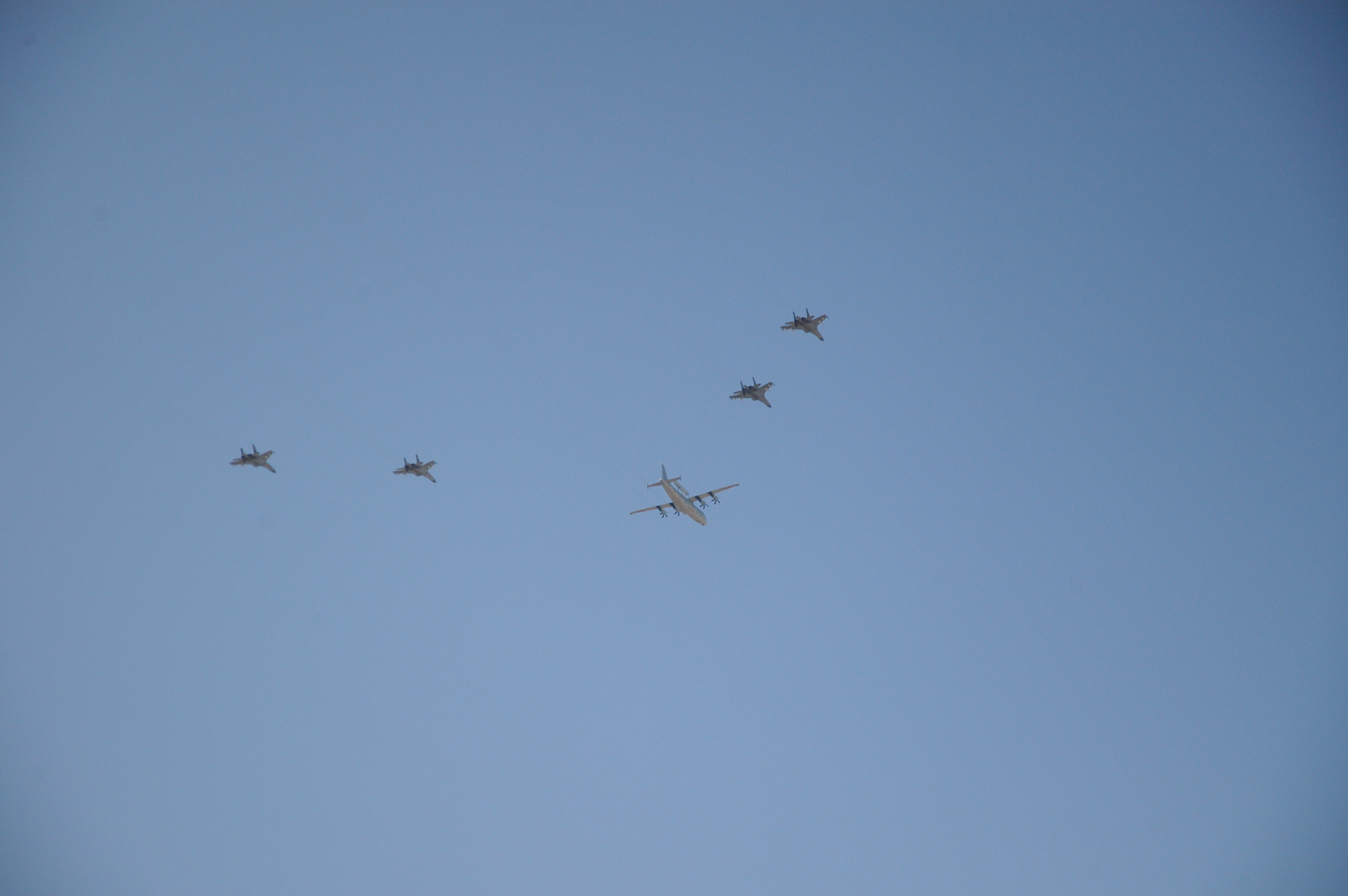
参加检阅的空警200预警机和歼-11重型战斗轰炸机

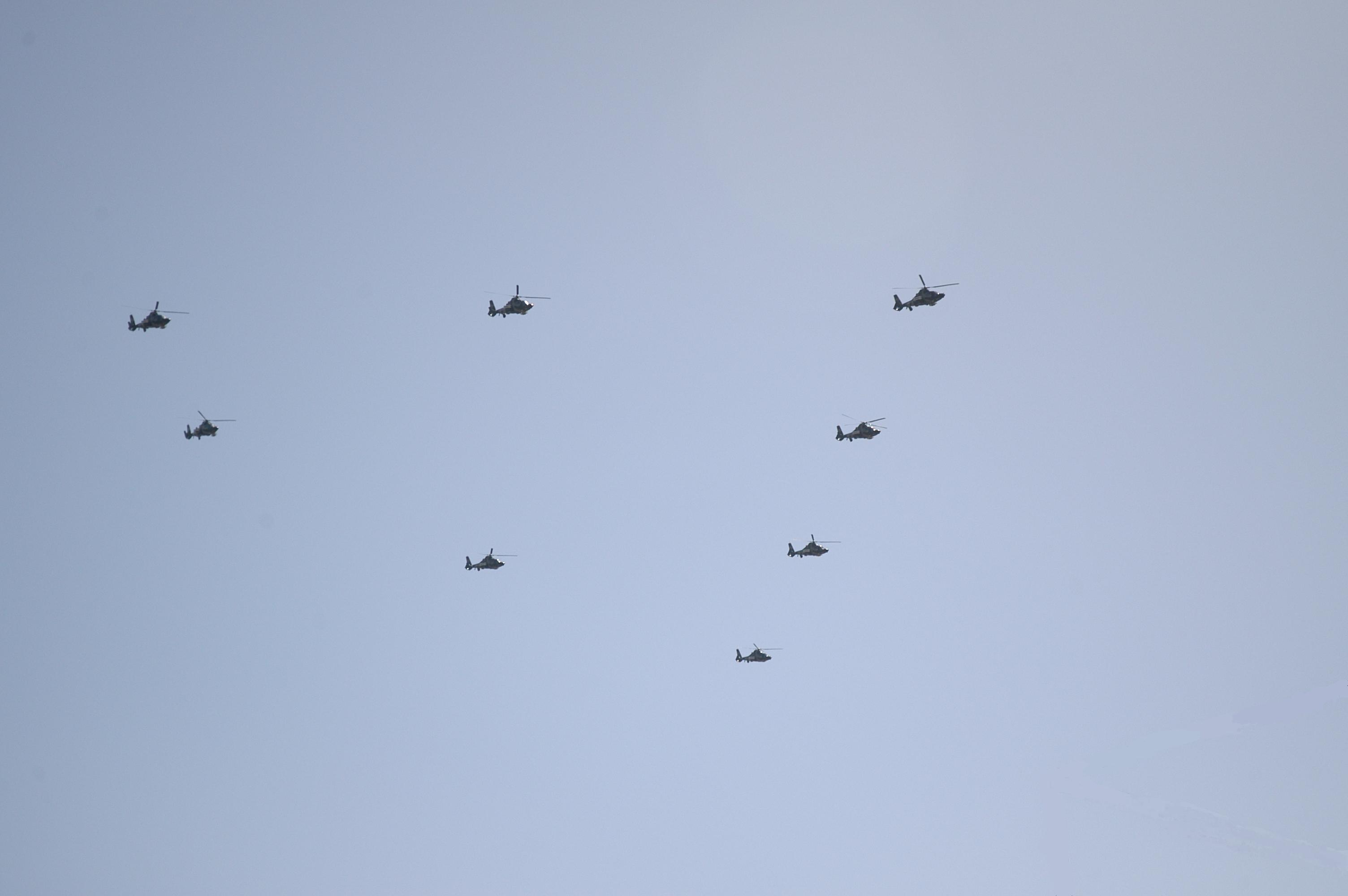
直-9武装直升机方隊

1. 1架空警-2000预警机和8架歼-10组成领机编队，分别来自空军第26师和八一飞行表演队。
2. 1架空警-200预警机和2架歼-11组成三机楔形飞行中队（呈箭头形，以下均用简称），1架空警200和4架歼-11组成五机楔队。空警200来自空军第26师。
3. 9架轰-6H轰炸机组成三组三机楔队。
4. 1架轰油-6空中加油机与2架歼-8组成三机楔队，1架轰油-6空中加油机与2架歼-10组成三机楔队，两组战机在飞抵天安门时维持加油状态。
5. 15架歼轰-7A组成三组五机楔队。
6. 16架歼-8F组成四组四机右队（呈汉字笔画“捺”形）。
7. 15架歼-10组成三组五机楔队。
8. 16架歼-11组成四组四机右队。
9. 5架直-8K直升机和5架直-8KA直升机组成两个五机楔队。来自空军第26师。
10. 18架直-9侦察直升机组成一组三机楔队与三组五机楔队。
11. 18架直-9武装直升机组成二组九机品队。
12. 15架K8教练机编成三组五机楔队，由女飞行员驾驶。

### 群眾遊行
分列式结束后，刘淇宣布群众游行开始，乐队奏响《红旗颂》，群众游行方队开始前进。遊行由约10萬民眾、60輛花車組成的36個方隊及6支文藝表演隊伍组成，在不同的音乐伴奏下通過天安門廣場，并與廣場上8萬名青少年組成的背景圖案互相呼應以表现各个主題，方陣包括：
1. 国旗、国徽、国庆年号仪仗方队
  1. 國旗方陣：1949名青年手持花束、高舉國慶慶典史上最大的五星紅旗走在最前，并齐声呼喊“祖国万岁”、“人民万岁”、“共产党万岁”等口号。
  2. 國徽、國慶及国庆年號方陣：2009名青年簇擁巨型國徽及“1949—2009”字樣花車。
2. 思想篇：分「奮鬥創業」、「改革開放」、「世紀跨越」及「科學發展」4部分，群眾簇擁着毛澤東、鄧小平、江澤民、胡錦濤四人的巨幅畫像前進，重現四人的講話原聲，共13個方隊：
  1. 浴血奮鬥：手持花环的青年围绕着长达36米的“浴血奋斗”彩车前进，彩车上有大型浮雕，车首雕刻有八一勋章（旁白误称为“红星勋章”）、独立自由勋章（旁白误称为“独立勋章”）和解放勋章（旁白误称为“胜利勋章”），车上有十八位参加过历次革命战争的老战士。
  2. 開天闢地：背景音乐是《东方红》，身着50年代风格列宁装的青年簇拥毛泽东巨幅画像、舞动红松绸缎，广场上播放了毛泽东在开国大典上讲话的原声录音“中华人民共和国中央人民政府今天成立了”。
  3. “毛澤東思想”标语方阵：方队围绕着“毛泽东思想万岁”、“中国人民从此站起来了”标语前进。
  4. 艱苦創業：方队中心是举行描绘建设时代的彩车，车头模拟解放牌卡车，围绕彩车的青年身着背带裤工作服。
  5. 安塞腰鼓《歡樂道情》：背景音乐是《没有共产党就没有新中国》，上千名身着特色服饰的队员不断变换队形、步伐表演安塞腰鼓。
  6. 春天的故事：背景音乐是《春天的故事》，方队中央是邓小平巨幅画像，播放邓小平讲话原声录音“把马克思主义的普遍真理同我国的具体实际结合起来，走自己的道路，建设有中国特色的社会主义”。
  7. “改革開放”标语方阵：“坚持邓小平理论”、“坚持改革开放”。
  8. 集體舞《青春中國》：背景音乐为《青春啊青春》，由多对身着白衣的男女青年表演。
  9. 走進新時代：背景音乐是《走进新时代》，方队中心是江泽民巨幅画像，播放江泽民讲话原声录音“把中国特色社会主义不断推向前进，共同创造我们的幸福生活和美好未来”。
  10. “與時俱進”标语方阵：“坚持三个代表重要思想”、“全面建设小康社会”。
  11. 群舞《世纪跨越》：背景音乐是《长江之歌》，由多名手持红蓝色绸扇身着长衫的男青年表演。
  12. 继往开来：背景音乐是《江山》，方队中心是胡锦涛巨幅画像，播放胡锦涛讲话原声录音“为夺取全面建设小康社会新胜利，谱写人民美好生活新篇章，而努力奋斗”。
  13. “科學發展”标语方阵：“贯彻落实科学发展观”、“坚定不移走中国特色社会主义建设道路”。
  14. 水袖舞表演《祝福祖國》：背景音乐是《今天是你的生日》，由多名身着红色长裙的女青年表演，中央是牡丹花样式的花车。
3. 成就篇·輝煌成就
  1. 農業發展：背景音乐是《在希望的田野上》，围绕彩车的游行群众用手上的花束模拟麦浪情景，彩车上是农民代表。
  2. 新農村建設：农民家庭、致富带头人、基层农村工作者共同游行，彩车上有微缩的乡村景观。
  3. 工業發展：背景音乐是《咱们工人有力量》，彩车上有齿轮造型，还有一辆中国制造的汽车，几名劳动模范共同游行。
  4. 交通運輸：游行群众身着铁路职工制服、空中乘务员制服，彩车上有中国制造的支线喷气客运飞机、和谐号动车组造型。
  5. 能源發展：背景音乐是《祝酒歌》，游行群众手持反光镜，象征中国太阳能技术的发展，彩车由太阳能电池驱动，上有核电站造型。
  6. 生態環保：环保工作者、环保志愿者共同游行，游行群众身着志愿者服装。
  7. 民主政治：全國人大代表、全國政協委員、各民族代表、各宗教代表与各党派、工商联代表共同游行，中央彩车是人民大会堂样式。
  8. 依法治國：游行群众呼喊“一二三四”等行进口令，警察、检察官、法官等法律工作者代表共同游行，彩车是一部《中华人民共和国宪法》造型，车头有巨型五角星雕刻。
  9. 科技發展：背景音乐是《紅旗飄飄》，游行群众呼喊“科技发展，强我中华”，科技工作者代表共同游行，彩车上有显微镜、DNA双螺旋结构等造型，车头有“自主创新，重点跨越，支撑发展，引领未来”科技工作十六字方针。
  10. 神舟飛天：游行群众为航天科技工作者，参加过载人航天飞行任务的航天员费俊龙、聂海胜、刘伯明、景海鹏共同游行，航天员翟志剛在神舟飞船造型的彩车顶端重現太空出艙一刻，彩车上有长征系列火箭等造型。
  11. 教育发展：首都高校师生代表挥舞北京市内82座高等院校校旗，教育工作者代表共同游行。
  12. 文化繁榮：电视台主持人、戏剧演员、舞蹈演员等文化工作者代表共同游行，游行群众呼喊“文化繁荣”口号。
  13. 體育發展：背景音乐是《我和你》，著名运动员、体育工作者和体育爱好者共同游行，彩车分为三层，分别代表全民健身、传统体育、竞技体育。
  14. 北京奧運：北京奥运会获奖代表共同游行，彩车是北京奥运会火炬祥云造型。
  15. 人口衛生：游行群众由医疗工作者、计划生育工作者组成，计划生育工作、医疗工作杰出工作者代表在彩车上共同游行。
  16. 和諧家園：游行群众前排是残疾人代表，杰出社区工作者共同游行，彩车上有居委会、卫生所等社区设施造型。
  17. 眾志成城：背景音乐是《迎宾曲》，汶川大地震中的抗震抢险英雄代表共同游行，彩车上是巨型浮雕，描绘抗震救灾的场景。
  18. 我的中國心：华人华侨、留學生代表共同游行，彩车是中国结造型。
  19. 同一個世界：外国专家、國際友人、留学生、驻京外资代表代表共同游行，观礼嘉宾发出欢呼声。
  20. 群舞表演《愛我中華》：背景音乐是《爱我中华》，56个民族代表身着各色民族服饰，共同表演表现民族团结主题的舞蹈。
  21. 團結奮進：背景音乐是《領航中國》，此彩车是领航彩车，由各民族少年儿童的代表组成，彩车上有巨幅五星红旗，彩车上有领唱戴玉强、雷佳。
4. 成就篇·锦绣中华：全國34個省（包含中华人民共和国未實際統治的台湾）、自治区、直辖市、特别行政区彩车亮相，展现各地风采，34個地方花車分別為：

| 北京之歌 濱海新貌（天津） 激情河北 魅力山西 草原飛虹（內蒙古） 振興樂章（遼寧） 精彩吉林 龍騰盛世（黑龍江） 騰飛上海 | 吉祥如意（江蘇） 錢江明珠（浙江） 江淮和暢（安徽） 揚帆海西（福建） 崛起江西 岱青海藍（山東） 花開盛世（河南） 鳳舞楚天（湖北） 錦繡瀟湘（湖南） | 領潮爭先（廣東） 壯鄉歡歌（廣西） 綠色海南 三峽放歌（重慶） 奮進四川 多彩貴州 七彩雲南 和諧西藏 | 三秦新韻（陝西） 盛世華章（甘肅） 大美青海 塞上江南（寧夏） 天山祝福（新疆） 紫荊盛放（香港） 盛世蓮花（澳門） 宝岛台湾 |

1. 未來篇：名為《美好未來》，並分為共3個方隊，分別為：
  1. 繪就藍圖
  2. 星星火炬
  3. 明天更美好：在最後一方隊，由5,000多名来自北京市海淀区的青少年（当中来自北京市海淀区中关村第三小学的付泽玺和顾馨悦两名同学参加花车表演）與廣場前區過萬名青少年奔跑湧向金水橋，同時放彩色氣球，配合六萬和平鴿放飛藍天，代表庆祝大会的結束。[11]

## 布景与奏乐

### 背景组字
由八万余名中小学生组成，他们用手中的道具组成了众多图案作为背景，场面宏大。共出現41種圖形及文字。
| - 國慶 - 年號、國徽 - 國旗 - 軍旗 - 長城 - 中華人民共和國萬歲 - 中國共產黨萬歲 - 人民萬歲 - 聽黨指揮 - 服務人民 | - 英勇善戰 - 忠誠於黨 - 熱愛人民 - 報效國家 - 獻身使命 - 崇尚榮譽 - 和平鴿 - 向人民英雄致敬 - 社会主義好 - 解放思想 | - 改革開放 - 世紀跨越 - 與時俱進 - 科學發展 - 社會和諧 - 1949 - 2009 - 祖國萬歲 - 麥浪 - 科教興國 | - 牡丹花 - 北京奧運會、殘奧會會徽 - 萬眾一心眾志成城 - 維護世界和平 - 各族人民大團結萬歲 - 繁榮昌盛 - 國畫《江山如此多嬌》 - 富強民主 文明和諧 - 時刻準備着 - 明天更美好 |

### 演奏曲目
中國人民解放軍聯合軍樂團由1321人組成，國慶當日阅兵和群众游行演奏曲目共40首，其中阅兵仪式19首，群眾遊行用曲21首。群眾遊行亦會加入2100人成人合唱團、300人童聲合唱團和130人民族打擊樂團，獻上一場世界最大規模的「廣場音樂會」。
| 阅兵仪式用曲 - 《欢迎进行曲》 - 《中華人民共和國國歌》 - 《中國人民解放軍進行曲》 - 《檢閱進行曲》 - 《人民军队忠于党》 - 《軍校之歌》 - 《使命》 - 《时刻准备着》 - 《当兵的人》 - 《分列式進行曲》 - 《祖國，請檢閱》 - 《戰車進行曲》 - 《忠诚卫士之歌》 - 《炮兵進行曲》 - 《人民海军向前进》 - 《軍威進行曲》 - 《第二炮兵進行曲》 - 《中国空军进行曲》 - 《我爱祖国的蓝天》 |  | 群众游行用曲 - 《红旗颂》 - 《東方紅》 - 《没有共产党就没有新中国》 - 《春天的故事》 - 《青春啊青春》 - 《走进新时代》 - 《长江之歌》 - 《江山》 - 《今天是你的生日》 - 《在希望的田野上》 - 《咱们工人有力量》 - 《祝酒歌》 - 《紅旗飄飄》（多次演唱演奏） - 《我和你》 - 《迎宾曲》 - 《爱我中华》（多次演唱演奏） - 《领航中国》（多次演唱演奏） - 《走向復興》 - 《中國少年先鋒隊隊歌》 - 《歌聲與微笑》 - 《歌唱祖國》 |

## 媒体直播
中國中央電視台於北京時間10月1日早上9時47分至中午12時27分在央视第1套、第3套、第4套、第7套、第9套（現中国环球电视网主频道）、第10套、第12套、新闻频道、高清頻道、音樂頻道、西班牙語國際頻道、法語國際頻道、阿拉伯語國際頻道及俄語國際頻道并机直播《首都各界慶祝中華人民共和國成立60周年大會》，而閱兵儀式亦包含於節目內。此外，北京卫视以及全中国大陆各电视台、广播电台主频道也同步转播了仪式。
中央人民广播电台的第一套节目中国之声、第二套节目经济之声、第三套节目音乐之声、第四套节目都市之声、对台广播第五套节目中华之声、对港澳地区广播第七套节目华夏之声、第九套节目文艺之声从9时45分至12时30分进行汉语现场直播。兩台的現場片段及聲帶亦會轉傳至其它電視台及電台作實時轉播。
中央电视台由《新闻联播》主播李瑞英、康辉担任解说，中央人民广播电台由《新闻和报纸摘要》主播杨波、于芳担任解说。

## 后续安排

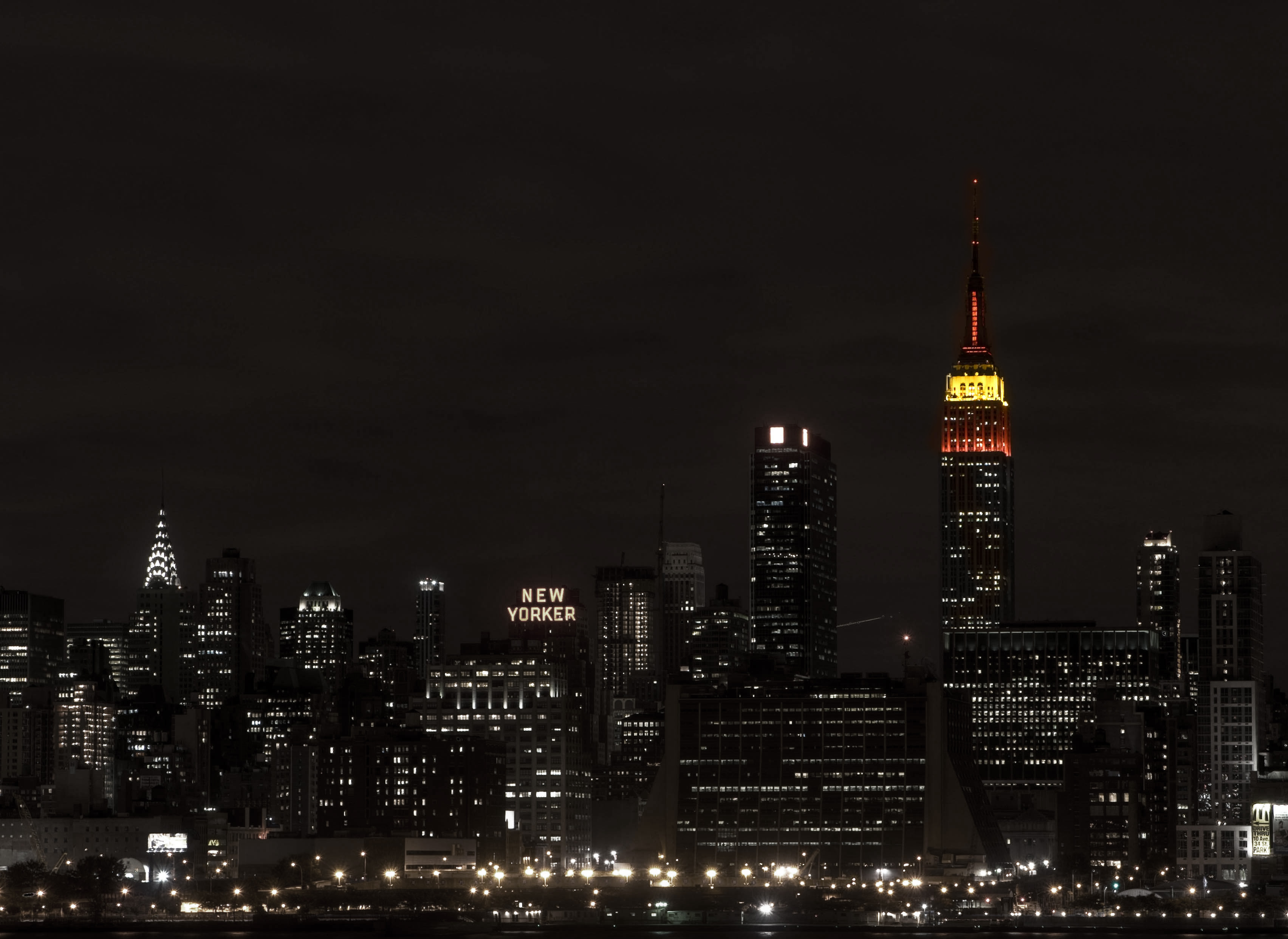
在中華人民共和國建立60周年前夕帝國大廈的紅黃色燈光，在9月30日

庆典进行时，已经走过天安门广场地区的受阅部队和游行群众，在西城区西单附近乘车疏散。庆典结束之后，天安门广场上的中小学生、观礼嘉宾也按秩序离开，广场开始为当日晚上的联欢晚会进行布置，广场持续封闭，保持严格的安全戒备直到10月2日中午重新对外开放。参与游行的各种彩车则在天安门广场上集中展出至10月11日。曾有报道称，新树立的56根民族团结柱计划永久保留在天安门广场，但天安门管理委员会已经发布消息，民族团结柱将会移出天安门。

## 安全保障与轶事

### 安全保障
国庆前夕，北京加强了警卫工作，启动数道治安防线。有消息报道，国庆期间北京出租车的车厢，安装了微型监听器。在筹备时期发生了一起刺人事件，据《基督科学箴言报》的PETER FORD报道，此次事件在中国被禁止报道。之后在诸如家乐福或是沃尔玛这样的超市中刀具不再出售。
為了讓阅兵儀式能夠順利舉行，北京市公安局在國慶前夕發出通告，要求長安街沿線商业区内商店商場停業封閉，禁止任何非許可人士進入，故宫博物院也同时关闭。

### 轶事
- 在已经公布的步兵方队训练的影像资料中，女兵方队原本由四部分组成，领队标兵也是四人，但是正式阅兵的女兵方队中没有发现第四个的部分，这是因为训练中计划有备份人员，领队也有4个，但其中一个也是后备，很多方队在训练时横排都是26个（包括了备份人员），比起正式阅兵人要多。
- 群众游行时新增的毛泽东思想标语方队，是在9月18日长安街最后一次大预演之后才做的决定。中华人民共和国高层经过慎重讨论，最终确定了“毛泽东思想万岁”、“中国人民从此站起来了”的标语，并将方阵底色定为红色。[18] 该方阵由2400余名清华大学本科生新生和900余名北京武警总队官兵组成。[19]

## 外部連結
- 新中国成立六十周年国庆大阅兵（中文）
- 国庆六十周年专题网页：中央电视台（中文）／人民网（中文）／新华网（页面存档备份，存于）（英文）／网易（页面存档备份，存于）（中文）